# 格雷皮亚克
格雷皮亚克（法語：Grépiac，法語發音：[ɡʁepjak]）是法国上加龙省的一个市镇，属于米雷区。

## 地理
格雷皮亚克（43°24'18"N, 1°26'55"E）面积8.18 平方千米，位于法国奧克西塔尼大區上加龙省，该省份为法国西南部内陆省份，西南端与西班牙接壤，自此顺时针与上比利牛斯省、热尔省、塔恩-加龙省、塔恩省、奥德省和阿列日省接壤。
与格雷皮亚克接壤的市镇（或旧市镇、城区）包括：沃内尔克、欧特里沃、伊叙、拉布吕耶尔多尔萨、米尔蒙、韦尔内。

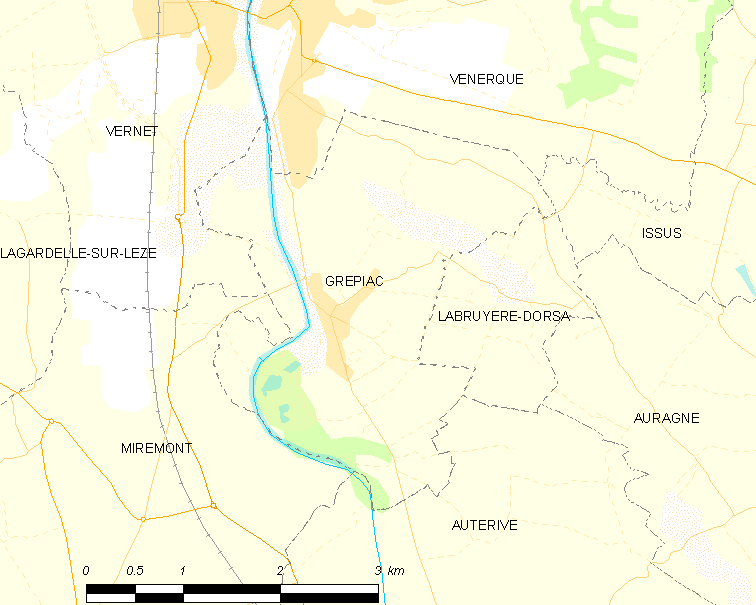
格雷皮亚克的OSM定位图

格雷皮亚克的时区为UTC+01:00、UTC+02:00（夏令时）。

## 行政
格雷皮亚克的邮政编码为31190，INSEE市镇编码为31233。

## 政治
格雷皮亚克所属的省级选区为欧特里沃县。

## 人口

1962-2008年间格雷皮亚克人口变化图示

格雷皮亚克于2022年1月1日时的人口数量为1009人。